# Nati nel 1981/Dicembre
| Questa pagina contiene informazioni ricavate automaticamente dalle voci biografiche con l'ausilio del template Bio e di un bot. L'aggiornamento è periodico e automatico e ricostruisce completamente la pagina. Se manca una persona in questa lista, sei pregato di non aggiungerla, ma accertati piuttosto che la sua voce biografica contenga il template Bio e che i dati anagrafici siano correttamente compilati. Se il template Bio manca, inseriscilo tu stesso o, in alternativa, metti l'avviso {{tmp\|Bio}} che ne segnala la mancanza. Se i dati riportati sono sbagliati, correggi direttamente la voce biografica; le modifiche saranno visibili in questa lista entro pochi giorni. Per chiarimenti vedi il progetto biografie. La lista contiene solo le 382 persone che sono citate nell'enciclopedia e per le quali è stato implementato correttamente il template Bio. Pagina aggiornata al 18 ago 2025. |

- 1º dicembre - Ahmed Abdel-Ghani, calciatore egiziano
- 1º dicembre - Kerry Baptiste, calciatore trinidadiano
- 1º dicembre - Nike Bent, ex sciatrice alpina svedese
- 1º dicembre - Seb Dance, politico britannico
- 1º dicembre - Francesco Giuffrida, attore italiano
- 1º dicembre - Kenji Haneda, allenatore di calcio e ex calciatore giapponese
- 1º dicembre - Marcus Johnson, giocatore di football americano statunitense
- 1º dicembre - Tomáš Kmeť, pallavolista slovacco
- 1º dicembre - Ján Laco, hockeista su ghiaccio slovacco
- 1º dicembre - Francia Márquez, ambientalista, attivista e politica colombiana
- 1º dicembre - Park Hyo-shin, cantante e attore teatrale sudcoreano
- 1º dicembre - Nora Waldstätten, attrice austriaca
- 1º dicembre - Andrej Šporn, ex sciatore alpino sloveno
- 2 dicembre - Miloš Bojović, ex cestista serbo
- 2 dicembre - Lesley-Ann Brandt, attrice sudafricana
- 2 dicembre - Monès Chéry, ex calciatore haitiano
- 2 dicembre - Miloud Doubal, ex cestista francese
- 2 dicembre - Aleksandr Efimkin, dirigente sportivo e ex ciclista su strada russo
- 2 dicembre - Vladimir Efimkin, ex ciclista su strada russo
- 2 dicembre - Andrea Lehotská, conduttrice televisiva, modella e attrice slovacca
- 2 dicembre - Andrew Mewing, nuotatore australiano
- 2 dicembre - Matías Miramontes, ex calciatore argentino
- 2 dicembre - Abdelillah Nhaila, pugile marocchino
- 2 dicembre - Marco Petrini, pilota motociclistico italiano
- 2 dicembre - Danijel Pranjić, allenatore di calcio e ex calciatore croato
- 2 dicembre - Thomas Pöck, hockeista su ghiaccio austriaco
- 2 dicembre - Britney Spears, cantante e ballerina statunitense
- 2 dicembre - Dechen Yangzom Wangchuck, principessa bhutanese
- 2 dicembre - Derrick Zimmerman, ex cestista statunitense
- 3 dicembre - Giannīs Amanatidīs, allenatore di calcio e ex calciatore greco
- 3 dicembre - Brian Bonsall, attore statunitense
- 3 dicembre - Martin Canning, allenatore di calcio e ex calciatore scozzese
- 3 dicembre - Maddy Curley, attrice e ginnasta statunitense
- 3 dicembre - Mindaugas Grigalevičius, ex calciatore lituano
- 3 dicembre - Elliott Kalan, comico e attore statunitense
- 3 dicembre - Monika Knapp, ex sciatrice alpina italiana
- 3 dicembre - Christoph Kornberger, ex sciatore alpino austriaco
- 3 dicembre - Liza Lapira, attrice statunitense
- 3 dicembre - Louise Roe, conduttrice televisiva, modella e giornalista inglese
- 3 dicembre - Marco Rossi, cestista italiano
- 3 dicembre - Óðinn Björn Þorsteinsson, ex pesista e discobolo islandese
- 3 dicembre - Edwin Valero, pugile venezuelano († 2010)
- 3 dicembre - David Villa, dirigente sportivo e ex calciatore spagnolo
- 4 dicembre - Savvas Exouzidīs, ex calciatore greco
- 4 dicembre - Alejandro Flores, cestista dominicano
- 4 dicembre - Li Zhuo, ex sollevatrice cinese
- 4 dicembre - Tim Manawatu, rugbista a 15 e dirigente sportivo neozelandese
- 4 dicembre - Lila McCann, cantante statunitense
- 4 dicembre - Abdulrahman Mousa, ex calciatore kuwaitiano
- 4 dicembre - Carmine Tarantino, allenatore di calcio a 5 italiano
- 4 dicembre - Damián Tintorelli, cestista argentino
- 4 dicembre - Brian Vandborg, ex ciclista su strada danese
- 4 dicembre - Masato Yamazaki, ex calciatore giapponese
- 5 dicembre - Adan Canto, attore messicano († 2024)
- 5 dicembre - Valeria Gastaldi, cantante e attrice argentina
- 5 dicembre - Quemont Greer, ex cestista statunitense
- 5 dicembre - Gamal Hamza, ex calciatore egiziano
- 5 dicembre - Leo Kurauzvione, ex calciatore zimbabwese
- 5 dicembre - Lydia Leonard, attrice britannica
- 5 dicembre - Sergej Narubin, ex calciatore russo
- 5 dicembre - Lukas Pachner, snowboarder austriaco
- 5 dicembre - Michael Parker, cestista statunitense
- 5 dicembre - Astrix, disc jockey israeliano
- 5 dicembre - Avery Storm, cantautore statunitense
- 5 dicembre - David Ulevitch, informatico e antropologo statunitense
- 6 dicembre - Simone Bagnoli, cestista italiano
- 6 dicembre - Federico Balzaretti, dirigente sportivo e ex calciatore italiano
- 6 dicembre - Lerone Clarke, velocista giamaicano
- 6 dicembre - Rod Fanni, ex calciatore francese
- 6 dicembre - Warren Granados, ex calciatore costaricano
- 6 dicembre - Christian Hemberg, ex calciatore svedese
- 6 dicembre - Badar Juma, ex calciatore omanita
- 6 dicembre - Khaled Lemmouchia, allenatore di calcio e ex calciatore algerino
- 6 dicembre - Ashley Madekwe, attrice e blogger britannica
- 6 dicembre - Brittany Pettersen, politica statunitense
- 6 dicembre - Sophia Santi, ex attrice pornografica canadese
- 6 dicembre - Iciss Tillis, ex cestista statunitense
- 6 dicembre - Antonio Velázquez, attore spagnolo
- 6 dicembre - Zhai Yanpeng, ex calciatore cinese
- 7 dicembre - Nicholas Addlery, ex calciatore giamaicano
- 7 dicembre - Henry Dagmil, ex lunghista filippino
- 7 dicembre - Matthew Dominick, astronauta statunitense
- 7 dicembre - Øyvind Eide, allenatore di calcio norvegese
- 7 dicembre - Elizabeth Fetterhoff, politica statunitense
- 7 dicembre - Zachary James, basso-baritono e attore teatrale statunitense
- 7 dicembre - Marko Ljubinković, ex calciatore serbo
- 7 dicembre - Julien Peudecoeur, canottiere francese
- 7 dicembre - Juan Pietravallo, ex calciatore argentino
- 7 dicembre - Fernando Sousa, ex cestista portoghese
- 7 dicembre - Sonny Thoss, ex cestista filippino
- 7 dicembre - Martin Tomczyk, pilota automobilistico tedesco
- 7 dicembre - Tuba Ünsal, attrice e ex modella turca
- 8 dicembre - Maravillas Abadía Jover, politica spagnola
- 8 dicembre - Azra Akın, modella, attrice e personaggio televisivo turca
- 8 dicembre - Clay Guida, artista marziale misto statunitense
- 8 dicembre - Matthew Otten, allenatore di pallacanestro e ex cestista statunitense
- 8 dicembre - Philip Rivers, ex giocatore di football americano statunitense
- 8 dicembre - Ranidel de Ocampo, ex cestista e allenatore di pallacanestro filippino
- 9 dicembre - Patricio Arellano, attore, cantante e compositore argentino
- 9 dicembre - Claudio Cominardi, politico italiano
- 9 dicembre - Sean Durkin, regista, sceneggiatore e produttore cinematografico statunitense
- 9 dicembre - Gemma Fay, ex calciatrice scozzese
- 9 dicembre - Mardy Fish, allenatore di tennis e ex tennista statunitense
- 9 dicembre - Liu Jindong, ex calciatore cinese
- 9 dicembre - Barbara Matera, politica, annunciatrice televisiva e attrice italiana
- 9 dicembre - Diya Mirza, attrice e modella indiana
- 9 dicembre - Stanislav Nedkov, artista marziale misto bulgaro
- 9 dicembre - Amar Ramasar, ballerino statunitense
- 10 dicembre - René Bourque, hockeista su ghiaccio canadese
- 10 dicembre - Sanel Jahić, ex calciatore bosniaco
- 10 dicembre - Dzmitry Molaš, ex calciatore bielorusso
- 10 dicembre - Ryan Pini, nuotatore papuano
- 10 dicembre - Fábio Rochemback, ex calciatore brasiliano
- 10 dicembre - Abdul Sibomana, ex calciatore ruandese
- 10 dicembre - Takahito Sōma, ex calciatore giapponese
- 10 dicembre - Paula Vesala, cantautrice e attrice finlandese
- 10 dicembre - Ivan Živanović, ex calciatore serbo
- 10 dicembre - Liam de Young, hockeista su prato australiano
- 11 dicembre - Zacky Vengeance, chitarrista e cantante statunitense
- 11 dicembre - Nikki Benz, attrice pornografica canadese
- 11 dicembre - Rebekkah Brunson, ex cestista e allenatrice di pallacanestro statunitense
- 11 dicembre - Lin Hui-mei, ex cestista taiwanese
- 11 dicembre - Vital' Radyënaŭ, allenatore di calcio e ex calciatore bielorusso
- 11 dicembre - Bruno Rangel, calciatore brasiliano († 2016)
- 11 dicembre - Javier Saviola, allenatore di calcio, ex giocatore di calcio a 5 e ex calciatore argentino
- 11 dicembre - Francesco Scardina, ex calciatore italiano
- 11 dicembre - Bartosz Ślusarski, ex calciatore polacco
- 11 dicembre - Mohamed Zidan, ex calciatore egiziano
- 12 dicembre - Ronnie Brown, giocatore di football americano statunitense
- 12 dicembre - Wladimir Herrera, ex calciatore cileno
- 12 dicembre - Eddie Kingston, wrestler statunitense
- 12 dicembre - Jeruto Kiptum, siepista e mezzofondista keniota
- 12 dicembre - Hakan Köseoğlu, ex cestista turco
- 12 dicembre - Simone Lupino, attore italiano
- 12 dicembre - Alassane N'Dour, ex calciatore senegalese
- 12 dicembre - Olof Mörck, chitarrista svedese
- 12 dicembre - Ali Niknam, imprenditore canadese
- 12 dicembre - Harrison Omokoh, ex calciatore nigeriano
- 12 dicembre - Jeret Peterson, sciatore freestyle statunitense († 2011)
- 12 dicembre - Pedro Ríos, ex calciatore spagnolo
- 12 dicembre - Alex Txikon, alpinista spagnolo
- 12 dicembre - Daniel Viteri, allenatore di calcio e ex calciatore ecuadoriano
- 12 dicembre - Stephen Warnock, ex calciatore inglese
- 12 dicembre - Andrew Whitworth, ex giocatore di football americano statunitense
- 12 dicembre - Akmal Rizal Ahmad Rakhli, ex calciatore malese
- 13 dicembre - Benjamin Cortus, arbitro di calcio tedesco
- 13 dicembre - Paul Essola, ex calciatore camerunese
- 13 dicembre - Hans Grugger, ex sciatore alpino austriaco
- 13 dicembre - Jang Seung-jo, attore sudcoreano
- 13 dicembre - Alhaji Jeng, ex astista svedese
- 13 dicembre - John Korir, ex mezzofondista keniota
- 13 dicembre - Amy Lee, cantautrice, compositrice e polistrumentista statunitense
- 13 dicembre - Ahmad Mnajed, ex calciatore iracheno
- 13 dicembre - Anderson Luís Pinheiro, ex calciatore brasiliano
- 13 dicembre - Abubakari Yakubu, calciatore ghanese († 2017)
- 14 dicembre - Amber Chia, modella, attrice e conduttrice televisiva malaysiana
- 14 dicembre - Silvia Gaudino, dirigente sportiva e ex rugbista a 15 italiana
- 14 dicembre - Rochelle Gilmore, dirigente sportiva, ex ciclista su strada e pistard australiana
- 14 dicembre - Haraldur Freyr Guðmundsson, ex calciatore e ex giocatore di calcio a 5 islandese
- 14 dicembre - Émilie Heymans, tuffatrice canadese
- 14 dicembre - Christine Horne, attrice canadese
- 14 dicembre - Johnny Jeter, wrestler statunitense
- 14 dicembre - Tomáš Kůrka, ex hockeista su ghiaccio ceco
- 14 dicembre - Liam Lawrence, ex calciatore irlandese
- 14 dicembre - Lee Sun-ho, attore sudcoreano
- 14 dicembre - Shaun Marcum, ex giocatore di baseball statunitense
- 14 dicembre - Itziar Mendizabal, ballerina spagnola
- 14 dicembre - Antonio Rambo, ex cestista statunitense
- 14 dicembre - Anders Wikström, ex calciatore svedese
- 15 dicembre - Elyaniv Barda, allenatore di calcio e ex calciatore israeliano
- 15 dicembre - Najoua Belyzel, cantante francese
- 15 dicembre - Cao Yang, ex calciatore cinese
- 15 dicembre - Ricardo Caputo, ex giocatore di calcio a 5 brasiliano
- 15 dicembre - Michelle Dockery, attrice britannica
- 15 dicembre - Hossam Ghaly, ex calciatore egiziano
- 15 dicembre - Brendan Fletcher, attore canadese
- 15 dicembre - Paolo Lorenzi, ex tennista italiano
- 15 dicembre - Michael McPhail, tiratore a segno statunitense
- 15 dicembre - Ali Nadhim, lottatore iracheno
- 15 dicembre - Épiphanie Nyirabaramé, ex mezzofondista e maratoneta ruandese
- 15 dicembre - Roman Pavljučenko, ex calciatore russo
- 15 dicembre - Firman Utina, calciatore indonesiano
- 16 dicembre - Hassan Ali, calciatore emiratino
- 16 dicembre - Cedrick Banks, ex cestista statunitense
- 16 dicembre - Chu Miu, cantante taiwanese († 2022)
- 16 dicembre - Kearran Giovanni, attrice statunitense
- 16 dicembre - Reinaldo Marcus Green, regista, sceneggiatore e produttore televisivo statunitense
- 16 dicembre - Brandin Knight, ex cestista e allenatore di pallacanestro statunitense
- 16 dicembre - Alphonse Leweck, ex calciatore lussemburghese
- 16 dicembre - Gaby Moreno, cantante guatemalteca
- 16 dicembre - Krysten Ritter, attrice statunitense
- 16 dicembre - Joshua Rose, calciatore australiano
- 16 dicembre - Nick van der Velden, allenatore di calcio e ex calciatore olandese
- 16 dicembre - Ihor Červyns'kyj, nuotatore ucraino
- 17 dicembre - Luis Ardente, ex calciatore argentino
- 17 dicembre - Nick Baumgartner, snowboarder statunitense
- 17 dicembre - Paolo Bernardini, attore italiano
- 17 dicembre - Ali Bilgin, ex calciatore turco
- 17 dicembre - Byron Bubb, ex calciatore grenadino
- 17 dicembre - Tremmell Darden, cestista statunitense
- 17 dicembre - Martino Decorato, militare italiano
- 17 dicembre - Francis Pérez Malia, allenatore di calcio e ex calciatore spagnolo
- 17 dicembre - Miek van Geenhuizen, hockeista su prato olandese
- 17 dicembre - S3RL, musicista e disc jockey australiano
- 17 dicembre - Simon Ramsden, ex calciatore inglese
- 17 dicembre - Simon Rusk, allenatore di calcio e ex calciatore scozzese
- 17 dicembre - Juan Sabia, ex calciatore argentino
- 17 dicembre - Ed Yong, giornalista britannico
- 17 dicembre - Emma Terho, hockeista su ghiaccio finlandese
- 17 dicembre - Marina Toscano Aggio, ex calciatrice brasiliana
- 17 dicembre - Chantal Ughi, attrice e modella italiana
- 17 dicembre - Tim Wiese, ex calciatore tedesco
- 18 dicembre - Karim Benyamina, ex calciatore algerino
- 18 dicembre - Jean Pierre Brol, tiratore a segno guatemalteco
- 18 dicembre - Nikola Dabanović, arbitro di calcio montenegrino
- 18 dicembre - Jeff Ferguson, ex cestista canadese
- 18 dicembre - Manuel Narváez, ex cestista portoricano
- 18 dicembre - Jason Parker, ex cestista statunitense
- 18 dicembre - Antonella Salvucci, attrice, conduttrice televisiva e ex modella italiana
- 19 dicembre - Drake Diener, ex cestista e allenatore di pallacanestro statunitense
- 19 dicembre - Grégory Dufer, ex calciatore belga
- 19 dicembre - Michal Gašparík, allenatore di calcio e ex calciatore slovacco
- 19 dicembre - Vahan Gevorgyan, ex calciatore armeno
- 19 dicembre - Brian Guebert, ex giocatore di football americano canadese
- 19 dicembre - Richard Hounslow, canoista britannico
- 19 dicembre - Monica Leigh, modella statunitense
- 19 dicembre - Espen Nystuen, allenatore di calcio, dirigente sportivo e ex calciatore norvegese
- 19 dicembre - Candie Payne, cantautrice britannica
- 19 dicembre - Eriko Satō, attrice e modella giapponese
- 19 dicembre - Jani Sullanmaa, giocatore di curling finlandese
- 20 dicembre - Julien Benneteau, ex tennista francese
- 20 dicembre - Leo Bertos, ex calciatore neozelandese
- 20 dicembre - Janna Hurmerinta, cantante finlandese
- 20 dicembre - Royal Ivey, ex cestista e allenatore di pallacanestro statunitense
- 20 dicembre - Willie Jenkins, ex cestista statunitense
- 20 dicembre - Adrien Jolivet, attore e cantante francese
- 20 dicembre - Marek Matějovský, calciatore ceco
- 20 dicembre - James Shields, giocatore di baseball statunitense
- 20 dicembre - Roy Williams, ex giocatore di football americano statunitense
- 20 dicembre - Akiko di Mikasa, principessa giapponese
- 21 dicembre - Jorge Curbelo, ex calciatore uruguaiano
- 21 dicembre - Marta Fernández, ex cestista spagnola
- 21 dicembre - Ricardo Manuel Ferreira Sousa, allenatore di calcio e ex calciatore portoghese
- 21 dicembre - Emanuele Fratini, allenatore di calcio a 5 e ex giocatore di calcio a 5 italiano
- 21 dicembre - Cristian García Ramos, ex calciatore spagnolo
- 21 dicembre - Blagoj Georgiev, ex calciatore bulgaro
- 21 dicembre - George Lui, calciatore salomonese
- 21 dicembre - José Manuel Jiménez Ortiz, ex calciatore spagnolo
- 21 dicembre - Marvin Molina, ex calciatore nicaraguense
- 21 dicembre - Nicolás Muñoz, calciatore panamense
- 21 dicembre - Lasha Salukvadze, ex calciatore georgiano
- 21 dicembre - Lynda Thomas, cantante messicana
- 21 dicembre - Kristina Vengrytė, ex cestista lituana
- 21 dicembre - Cristian Zaccardo, ex calciatore italiano
- 22 dicembre - Tommy Bechmann, ex calciatore danese
- 22 dicembre - Réka Cserny, ex cestista ungherese
- 22 dicembre - Osvaldo Díaz, ex calciatore paraguaiano
- 22 dicembre - Nico Freriks, allenatore di pallavolo e ex pallavolista olandese
- 22 dicembre - Haykel Guemamdia, ex calciatore tunisino
- 22 dicembre - Christian Holst, ex calciatore faroese
- 22 dicembre - Momir Ilić, ex pallamanista e allenatore di pallamano serbo
- 22 dicembre - Arthur Johnson, ex cestista statunitense
- 22 dicembre - Shinsuke Kashiwagi, cestista giapponese
- 22 dicembre - Suzanne Kragbé, ex discobola ivoriana
- 22 dicembre - Marina Kupcova, ex altista russa
- 22 dicembre - Victor Mendy, ex calciatore senegalese
- 22 dicembre - Massimiliano Pironti, pittore italiano
- 22 dicembre - Cheek, rapper finlandese
- 22 dicembre - Nicolas Vaporidis, attore italiano
- 23 dicembre - Kesley Alves, allenatore di calcio e calciatore brasiliano
- 23 dicembre - Steven Bauer, schermidore tedesco
- 23 dicembre - Beth, cantante spagnola
- 23 dicembre - Maritza Correia, ex nuotatrice statunitense
- 23 dicembre - David Cortés Ruiz, ex cestista portoricano
- 23 dicembre - Hiro Fujiwara, fumettista giapponese
- 23 dicembre - Yuriorkis Gamboa, pugile cubano
- 23 dicembre - Stefano Garzon, allenatore di calcio e ex calciatore italiano
- 23 dicembre - Agnes Milowka, esploratrice australiana († 2011)
- 23 dicembre - Mario Santana, allenatore di calcio e ex calciatore argentino
- 23 dicembre - Maggie Vessey, mezzofondista statunitense
- 23 dicembre - Antón del Rosario, calciatore statunitense
- 24 dicembre - Dima Bilan, cantante e attore russo
- 24 dicembre - Justice Christopher, calciatore nigeriano († 2022)
- 24 dicembre - José Cáceres, pallavolista dominicano
- 24 dicembre - Roman Gröbmer, ex sciatore alpino italiano
- 24 dicembre - Cliff Hawkins, ex cestista statunitense
- 24 dicembre - Katherine Kingsley, attrice e cantante britannica
- 24 dicembre - Chris Kluwe, ex giocatore di football americano statunitense
- 24 dicembre - Sophie Moone, ex attrice pornografica ungherese
- 24 dicembre - Nneka, cantautrice nigeriana
- 24 dicembre - Víctor Ortega Rodríguez, ex cestista e allenatore di pallacanestro dominicano
- 24 dicembre - Broc Parkes, pilota motociclistico australiano
- 24 dicembre - Brian Stock, allenatore di calcio e ex calciatore gallese
- 24 dicembre - Jakub Vágner, biologo, conduttore televisivo e musicista ceco
- 25 dicembre - Merike Anderson, cestista estone
- 25 dicembre - Attila, cantante e conduttore televisivo ungherese
- 25 dicembre - Trenesha Biggers, wrestler e modella statunitense
- 25 dicembre - Borja Vidal Fernández, ex pallamanista e ex cestista spagnolo
- 25 dicembre - Yuri Floriani, siepista italiano
- 25 dicembre - La Fouine, rapper, cantante e attore francese
- 25 dicembre - Sonja Jončeva, cantante lirica bulgara
- 25 dicembre - Wilton Sampaio, arbitro di calcio brasiliano
- 25 dicembre - Sergio Galoyan, compositore, disc jockey e produttore discografico russo
- 26 dicembre - Pablo Canavosio, ex rugbista a 15 italiano
- 26 dicembre - Kenneth Cicilia, ex calciatore olandese
- 26 dicembre - Mathias De Clercq, politico belga
- 26 dicembre - Fabrice Estebanez, rugbista a 13 e rugbista a 15 francese
- 26 dicembre - Armelle Faesch, ex pallavolista francese
- 26 dicembre - Robert Horstink, ex pallavolista olandese
- 26 dicembre - Ilia K'andelak'i, ex calciatore georgiano
- 26 dicembre - Nikolai Nikolaeff, attore australiano
- 26 dicembre - Sébastien Pichot, ex sciatore alpino francese
- 26 dicembre - Shu-Aib Walters, ex calciatore sudafricano
- 27 dicembre - David Aardsma, ex giocatore di baseball statunitense
- 27 dicembre - Raphaëlle Agogué, attrice francese
- 27 dicembre - Enkel Alikaj, ex calciatore albanese
- 27 dicembre - Alexandre Chabot, arrampicatore francese
- 27 dicembre - Sherif Touré Coubageat, ex calciatore togolese
- 27 dicembre - Lise Darly, cantante francese
- 27 dicembre - Jay Ellis, attore e produttore cinematografico statunitense
- 27 dicembre - Fan Hui, goista francese
- 27 dicembre - Evandro Guerra, pallavolista brasiliano
- 27 dicembre - Javine, cantante britannica
- 27 dicembre - Moise Joseph, ex mezzofondista haitiano
- 27 dicembre - Chris Perry, ex giocatore di football americano statunitense
- 27 dicembre - Patrick Sharp, hockeista su ghiaccio canadese
- 27 dicembre - Melissa Tancredi, ex calciatrice canadese
- 27 dicembre - Emilie de Ravin, attrice e ex ballerina australiana
- 28 dicembre - Faisal Ali Hassan, calciatore emiratino
- 28 dicembre - Khalid Boulahrouz, allenatore di calcio e ex calciatore olandese
- 28 dicembre - Ramón Fumadó, tuffatore venezuelano
- 28 dicembre - Natalie Golda, ex pallanuotista statunitense
- 28 dicembre - Sienna Miller, attrice, modella e stilista statunitense
- 28 dicembre - David Moss, ex hockeista su ghiaccio statunitense
- 28 dicembre - Orlando Smeekes, ex calciatore olandese
- 28 dicembre - Frank Turner, cantautore britannico
- 28 dicembre - Mika Väyrynen, ex calciatore finlandese
- 29 dicembre - Shizuka Arakawa, ex pattinatrice artistica su ghiaccio giapponese
- 29 dicembre - Giovanna Di Rauso, attrice e cantante italiana
- 29 dicembre - Ericka Dunlap, modella statunitense
- 29 dicembre - Paul Heffernan, ex calciatore irlandese
- 29 dicembre - Natalia Jiménez, cantautrice spagnola
- 29 dicembre - Allan Kamanga, calciatore malawiano
- 29 dicembre - Charlotte Riley, attrice britannica
- 29 dicembre - Alice Rohrwacher, regista, sceneggiatrice e montatrice italiana
- 29 dicembre - Aki Ulander, ex cestista finlandese
- 29 dicembre - Erik Vlček, canoista slovacco
- 29 dicembre - Vjatšeslav Zahovaiko, ex calciatore estone
- 30 dicembre - Ali Al-Habsi, ex calciatore omanita
- 30 dicembre - Gina Beck, cantante e attrice britannica
- 30 dicembre - Cédric Carrasso, ex calciatore francese
- 30 dicembre - Andrea De Sica, regista italiano
- 30 dicembre - Verónica Hidalgo, modella spagnola
- 30 dicembre - K.Will, cantautore sudcoreano
- 30 dicembre - Reef the Lost Cauze, rapper statunitense
- 30 dicembre - Vadims Logins, ex calciatore lettone
- 30 dicembre - Louise Monot, attrice francese
- 30 dicembre - Oh Ji-eun, attrice sudcoreana
- 30 dicembre - Haley Paige, attrice pornografica messicana († 2007)
- 30 dicembre - Jon Parkin, ex calciatore inglese
- 30 dicembre - Michael Rodríguez, ex calciatore costaricano
- 30 dicembre - Bruno Valente, ex calciatore portoghese
- 30 dicembre - Glenton Wolffe, ex calciatore trinidadiano
- 30 dicembre - Aristide Zogbo, ex calciatore ivoriano
- 31 dicembre - Husain Ali Ahmed Abdulla, calciatore bahreinita
- 31 dicembre - Danny Burch, wrestler inglese
- 31 dicembre - Jason Campbell, ex giocatore di football americano statunitense
- 31 dicembre - Denis Denisov, hockeista su ghiaccio russo
- 31 dicembre - Božena Erceg, ex cestista croata
- 31 dicembre - Okon Flo Essien, ex calciatore nigeriano
- 31 dicembre - Heath Farwell, ex giocatore di football americano e allenatore di football americano statunitense
- 31 dicembre - Francisco García Gutiérrez, ex cestista dominicano
- 31 dicembre - Wab Kinew, politico canadese
- 31 dicembre - Makhtar N'Diaye, ex calciatore senegalese
- 31 dicembre - Moussa Ouattara, ex calciatore burkinabé
- 31 dicembre - Guilherme Raymundo do Prado, ex calciatore brasiliano
- 31 dicembre - Tobias Rau, ex calciatore tedesco
- 31 dicembre - Diego Sanchez, artista marziale misto statunitense
- 31 dicembre - Sascha Sauer, ex giocatore di football americano tedesco
- 31 dicembre - Margaret Simpson, multiplista e giavellottista ghanese
- 31 dicembre - Davin White, cestista statunitense
- 31 dicembre - Ricky Whittle, attore britannico